# Bart Slijper
Bart Slijper (Groningen, 11 april 1963) is een Nederlandse schrijver van voornamelijk biografieën. Zijn boeken werden genomineerd voor de Libris Geschiedenisprijs en de AKO Literatuurprijs. 

## Levensloop
Slijper studeerde Nederlands aan de Rijksuniversiteit Groningen en promoveerde in 2007 bij professor G.J. Dorleijn aan diezelfde universiteit met een proefschrift over het leven van de 20e-eeuwse dichter J.C. Bloem. Het proefschrift werd uitgegeven bij de Arbeiderspers als Van alle dingen los. Het leven van J.C. Bloem. Het boek werd genomineerd voor de Libris Geschiedenis Prijs en haalde de tiplijst van de AKO Literatuurprijs. In 2013 verscheen bij uitgeverij Prometheus In dit gevreesd gemis, een biografie van Willem Kloos, waarmee Slijper opnieuw kans maakte op de Libris Geschiedenis Prijs. Zijn boek Hemelbestormers dateert van 2017 en is een groepsportret van de tachtigers. Deze beweging maakte aan het einde van de 19e eeuw furore en vernieuwde met name de Nederlandse poëzie. Zijn recentste boek, Elk woord ging ademhalen. Het leven van de dichter Martinus Nijhoff, dateert van 2023 en betreft een biografie van de 20e-eeuwse dichter Martinus Nijhoff.